# Sotkamo
Sotkamo est une municipalité de l'est de la Finlande, dans la région du Kainuu.

## Géographie
Sotkamo est la 3e plus grande commune du Kainuu.
Elle est coupée en deux par une chaîne de lacs (la plus notable étant la chaîne Rehja-Nuasjärvi) conduisant de l'Ontojärvi à Kuhmo jusqu'à l'Oulujärvi.
Cette voie navigable (la route de Sotkamo) a eu une importance historique considérable, elle permettait en effet la circulation des marchands au Moyen Âge de la mer Blanche à la mer Baltique.
Le reste de la commune est majoritairement forestier, très vallonné mais sans qu'une colline ne domine nettement les autres. Le paysage accidenté a attiré les artistes comme Akseli Gallen-Kallela dès le XIXe siècle. On y trouve l'essentiel du parc national de Hiidenportti et une petite partie du parc national de Tiilikkajärvi.
Le village se situe à 38 km de Kajaani par la nationale 6. La commune est bordée par les municipalités de Kajaani à l'ouest, Paltamo et Ristijärvi au nord, Kuhmo à l'est, Nurmes et Valtimo en Carélie du Nord (sud-est) et enfin Rautavaara et Sonkajärvi en Savonie du Nord (sud).

## Démographie
Depuis 1980, l'évolution démographique de Sotkamo est la suivante, :
| Année      | 1980   | 1985   | 1990   | 1995   | 2000   | 2005   |
| ---------- | ------ | ------ | ------ | ------ | ------ | ------ |
| population | 11 430 | 11 622 | 11 603 | 11 477 | 11 106 | 10 713 |

| Année      | 2010   | 2015   | 2020   |
| ---------- | ------ | ------ | ------ |
| population | 10 702 | 10 567 | 10 307 |

## Politique et administration

### Conseil municipal
Les 27 conseillers municipaux sont répartis comme suit:
| Parti     | Parti                              | Sièges 2021–2025 |
| --------- | ---------------------------------- | ---------------- |
|           | Parti social-démocrate de Finlande | 0                |
|           | Vrais Finlandais                   | 4                |
|           | Parti de la Coalition nationale    | 6                |
|           | Parti du centre                    | 11               |
|           | Ligue verte                        | 0                |
|           | Alliance de gauche                 | 4                |
|           | Chrétiens-démocrates               | 2                |
| Sources : |                                    |                  |

### Subdivisions administratives
Les villages de Sotkamo sont : Alasotkamo, Heinämäki, Halmetvaara, Jormaskylä, Juholankylä, Juurikkalahti, Kaitainsalmi, Korholanmäki, Kontinjoki, Laakajärvi, Losovaara, Naapurinvaara, Nuasjärvi, Ontojoki, Paakinmäki, Parkua, Pohjavaara, Riekinranta, Sapsoperä, Saukko, Sipinen, Sipola, Soidinvaara, Sumsa, Suovaara, Tipasoja, Torinkylä, Tuhkakylä, Vuokatti, Ylisotkamo, Ärväänkylä, Maanselkä.

## Économie
En plus d'un tourisme en pleine croissance qui pallie assez bien la baisse des revenus traditionnels (forêts notamment), le sous sol est riche en minerais.
On y trouve une mine de talc (exploitée par Mondo Minerals Oy à Lahnaslampi) et surtout la mine de Talvivaara le plus important gisement d'Europe de sulfure de nickel (340 millions de tonnes de minerai estimées) exploitée par Terrafame.
À maturité, Talvivaara devrait produire 30 000 tonnes de nickel par an (2,5 % de la demande mondiale) pendant 25 ans, mais aussi du zinc, du cuivre et du cobalt.

### Principales entreprises
En 2021, les principales entreprises de Sotkamo par chiffre d'affaires sont :
| Société                    | C.A.   |
| -------------------------- | ------ |
| Terrafame Oy               | 338 M€ |
| Sotkamo Silver Oy          | 35 M€  |
| K-Supermarket Sotkamo      | 15 M€  |
| Arctic International Oy    | 15 M€  |
| Vuokatinrinteet            | 9 M€   |
| SuperPark Vuokatti         | 7 M€   |
| IKH: KRP-Hallimyymälä Oy   | 6 M€   |
| Suokone Oy                 | 5 M€   |
| Sotkamon Kaivosrakennus Oy | 5 M€   |
| Kuljetus Jouko & Jari Oy   | 4 M€   |

### Employeurs
En 2021, les plus importants employeurs privés de Sotkamo sont:
| Employeur                        | Employés |
| -------------------------------- | -------- |
| Terrafame Oy                     | 870      |
| Vuokatinrinteet                  | 88       |
| Sotkamo Silver Oy                | 51       |
| Pistra Oy                        | 44       |
| SuperPark Vuokatti               | 32       |
| Attendo Palvelukoti Sinivakka Oy | 31       |
| K-Supermarket Sotkamo            | 30       |
| Arctic International Oy          | 25       |
| Kuljetus Jouko & Jari Oy         | 23       |
| Heapson Oy                       | 22       |

## Transports
La route nationale 6 va de Kajaani à Sotkamo et continue jusqu'à Valtimo.
La Seututie 899 se sépare de la route nationale 6 près de Juurikkavaara à Sotkamo et se dirige vers Vuokatti où elle croise la route principale 76, puis de Pohjavaara, la Seututie 899 continue jusqu'à Jormua et rejoint la route nationale 5.
La seututie 888 part de la route principale 76 au centre de Sotkamo et se dirige vers le village de Kantola, où elle rejoint la route principale 78.
La seututie 899 relie Sotkamo à Kajaani.
Sotkamo est sur la route du goudron.
La voie ferrée Joensuu–Kontiomäki traverse Vuokatti.
La gare de Vuokatti a cessé d'accueillir le transport de voyageurs le 17 août 1993.

## Personnalités
C'est la commune de naissance du philosophe et politicien des Lumières Anders Chydenius.
Parmi les autres personnalités :
- Kusti Arhama député
- Helena Hyvönen, coureuse
- Pirjo Häggman, athlète
- Veikko Huovinen, écrivain
- Janne Immonen, fondeur
- Martti Jylhä, fondeur
- Veikko Kankkonen, sauteur à ski
- Johannes Korhonen député
- Timo Korhonen député
- Risto Korhonen, hockeyeur
- Jenna Laukkanen, nageuse
- Pirjo Muranen, fondeuse
- Heikki Meriläinen, écrivain
- Heikki Mustonen député
- Jouko Niskanen, coureur
- Eemil Partanen ministre
- Oskari Partanen député
- Tapio Piipponen, biathlète
- Osmo Polvinen député

## Sports
La commune est connue pour sa station de ski, Vuokatti. Elle compte aussi une des meilleures équipes de baseball du pays, les Sotkamon Jymy.

## Jumelage
| Ville | Ville          | Pays | Pays      |
| ----- | -------------- | ---- | --------- |
|       | Isny im Allgäu |      | Allemagne |

## Galerie

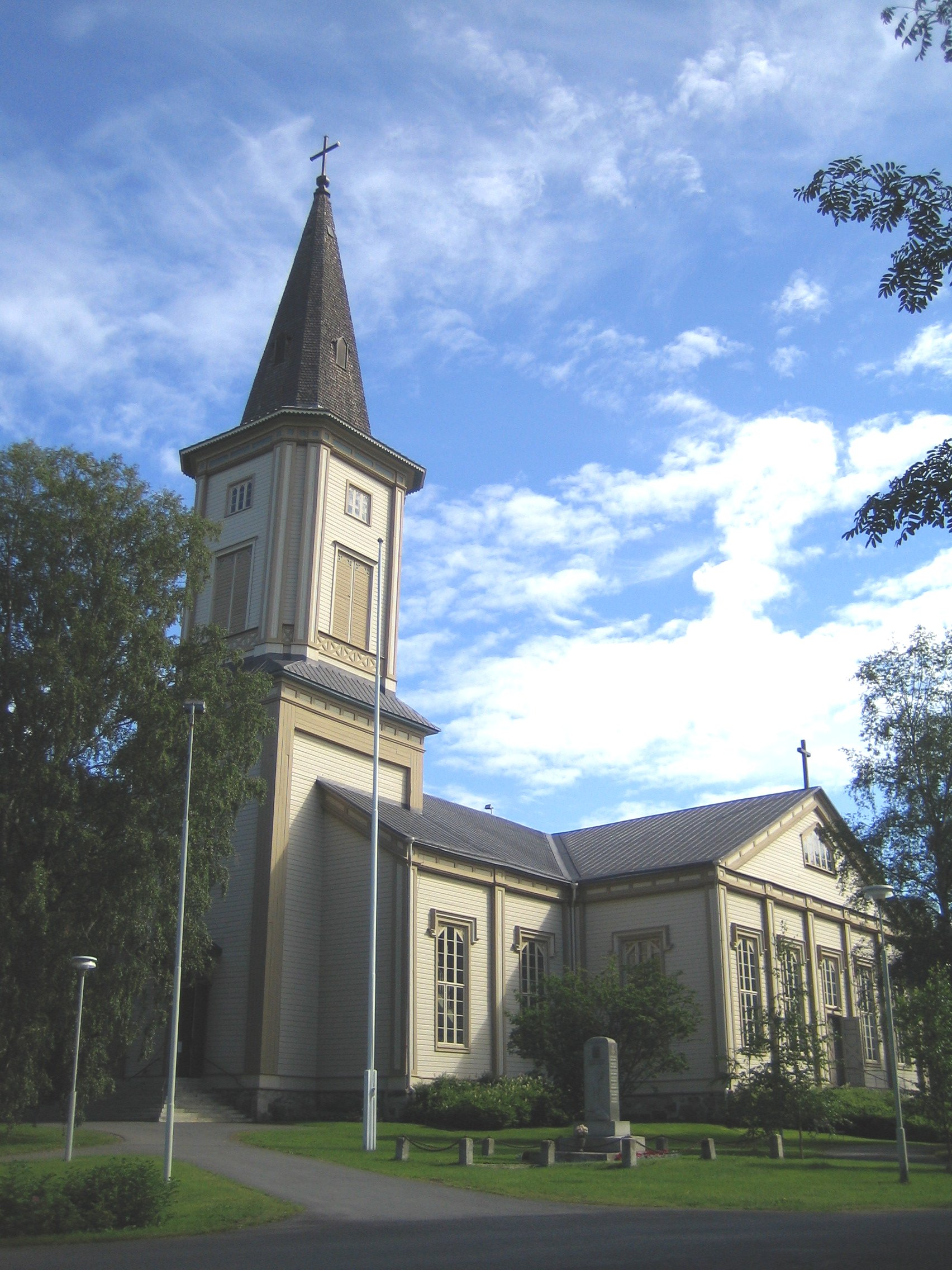
L'église de Sotkamo.
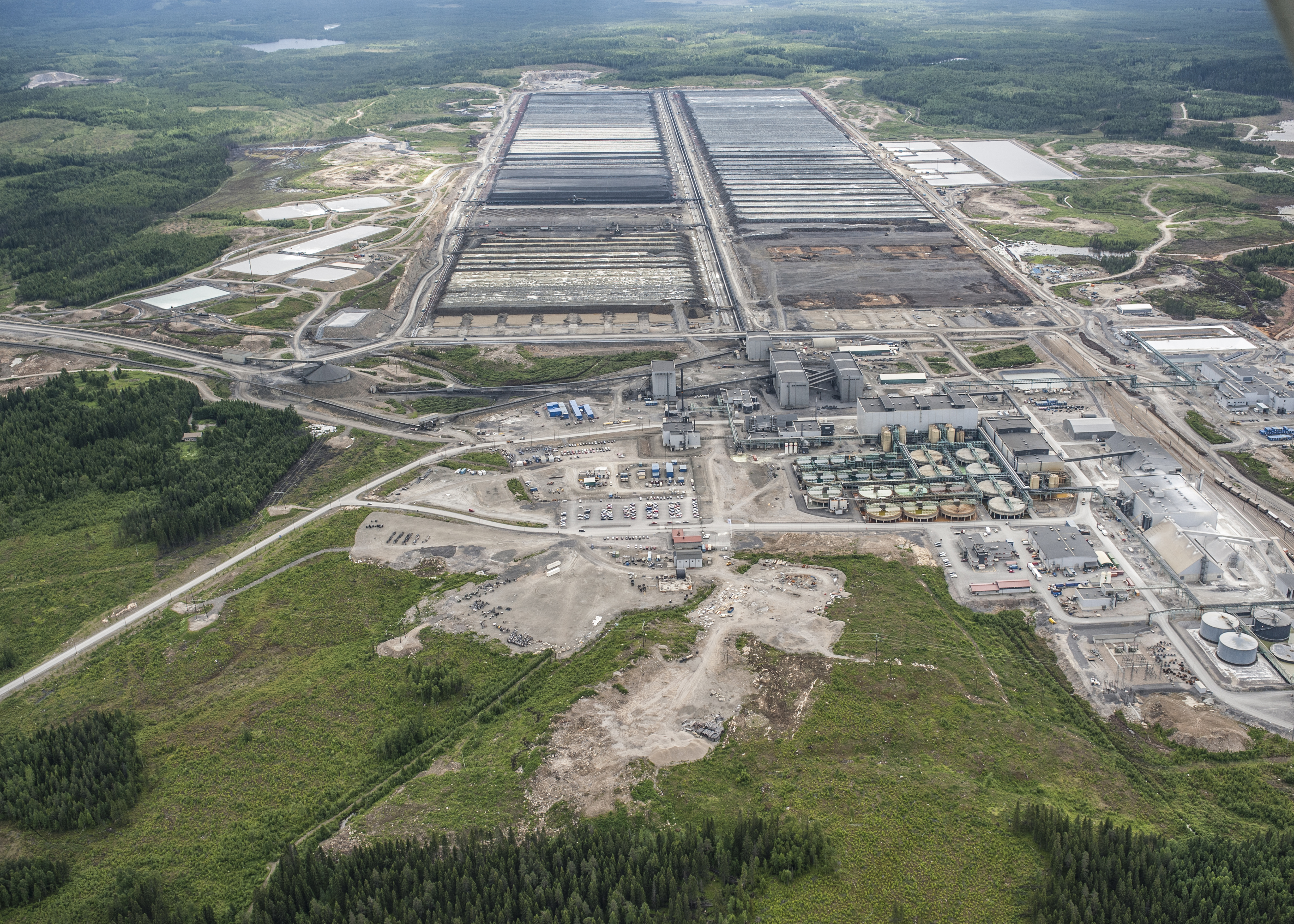
Mine de Talvivaara en 2013.